# 1913 en musique
| \| • Retour à la chronologie générale de la musique populaire • \| |
| XXIe siècle • XXe siècle • XIXe siècle • XVIIIe siècle XVIIe siècle • XVIe siècle • XVe siècle • XIVe siècle XIIIe siècle • XIIe siècle • XIe siècle • Xe siècle IXe siècle • VIIIe siècle • Haut Moyen Âge • Rome • Grèce |
| • Retour à la chronologie générale de la musique populaire • |

| • Retour à la chronologie générale de la musique populaire • |

| Années de la musique populaire : 1910 - 1911 - 1912 - 1913 - 1914 - 1915 - 1916    |
| Décennies de la musique populaire : 1880 - 1890 - 1900 - 1910 - 1920 - 1930 - 1940 |

Cet article présente les faits marquants de l'année 1913 en musique.

## Évènements et œuvres
- 25 février : Chauncey Olcott enregistre When Irish Eyes Are Smiling[1].
- 24 mars : ouverture du Palace Theatre à New York par Martin Beck, entrepreneur de vaudeville.
- 4 juin : Al Jolson enregistre You Made Me Love You.
- 23 octobre : Yvette Guilbert chante à Nice après 10 ans d’absence.
- 29 décembre : James Reese Europe enregistre Down Home Rag, morceau de ragtime très proche du jazz, avec un orchestre de 30 musiciens[2].
- Bach créée Avec Bidasse, chanson écrite par Louis Bousquet et Henry Mailfait[3].
- René de Buxeuil et Virgile Thomas écrivent Ferme tes jolis yeux.
- Dick Burnett enregistre Farewell Song, première version de Man of Constant Sorrow[4].
- Florrie Forde crée It's a Long Way to Tipperary sur une scène de music-hall britannique.
- Première performance klezmer enregistrée : Fon der choope par le Abe Elenkrig's Yiddishe Orchestra (selon le National Recording Registry de la Bibliothèque du Congrès)[5].

## Naissances
- 22 février : Buddy Tate, saxophoniste de jazz américain († 10 février 2001).
- 24 mars : Émile Benoît, chanteur et musicien Franco-Terreneuvien († 2 septembre 1992).
- 18 mai : Charles Trenet, chanteur français († 19 février 2001).
- 4 avril : Cecil Gant, chanteur et pianiste américain de rhythm and blues († 19 janvier 1951).
- 27 juin : Nathan Abshire, accordéoniste cadien († 13 mai 1981).

- Anita Spada, chanteuse allemande.

## Décès
- 30 décembre : Léon Philippe Pot dit Harry Fragson, auteur-compositeur-interprète de music-hall, né en 1869.